# اندیس کوهک رود ۲
کوهک رود ۲ یک اندیس فلزی است که در حوالی شهر سهل آباد استان خراسان قرار دارد و مادهٔ معدنی موجود در آن، مس است.سنگ میزبان این اندیس سنگهای الترا بازیک است و دیرینگی آن به دوران کرتاسه می‌رسد. در این اندیس، پاراژنز‌های آزوریت یافت می‌شوند.